# Yamamoto Hokuzan

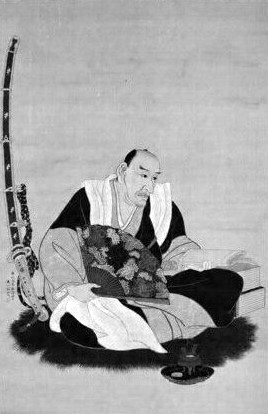
Yamamoto Hokuzan (zugeschrieben)

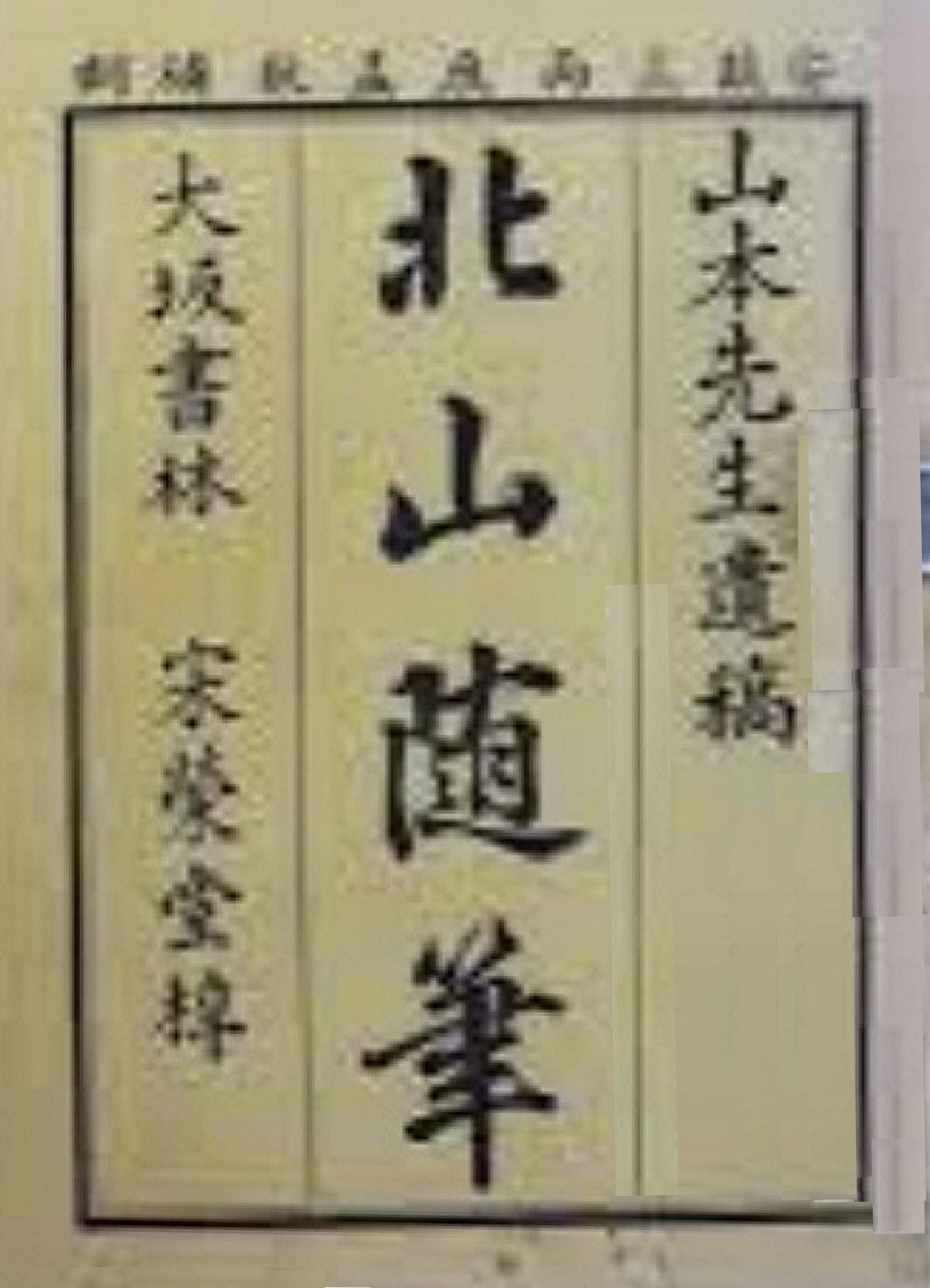
Nachlass-Ausgabe

Yamamoto Hokuzan (japanisch 山本 北山; geboren 1752 in Edo (Provinz Musashi); gestorben 26. Juni 1812 in Kyōto) war ein japanischer konfuzianischer Gelehrter und Dichter im chinesischen Stil.

## Leben und Wirken
Yamamoto Hokuzan  wurde bekannt mit seiner Schrift „Kōkyō Shūran“ (孝経集覧), die er im Alter von 21 Jahren verfasste. Darin setzte er sich mit dem chinesischen Klassiker „Xiào jīng“ auseinander, der sich mit der von Konfuzius verfügten Kinderliebe befasst. Mit 28 Jahren publizierte er „Sakubun Shikō“ (作文志彀), mit 31 Jahren „Sakushi Shikō“ (作詩志彀) und mit 56 Jahren „Kōkyōrō Shiwa“ (孝経樓詩話) in 2 Bänden.
Yamamoto lehnt das chinesische Verzeichnis Kobunji (古文辞) ab. Das war ein Klassiker, der als Vorbild für die Literatur gedient haben soll, die in der Mitte der Ming-Dynastie  propagiert wurde. Er wurde von der „Setchūgakuha“ (折衷学派), einer synkretischen Schule des Konfuzianismus beeinflusst und war gegen die Politik des Shogunats eingestellt, bekannt als „Kansei igaku“ (寛政異学), eine  Verordnung gegen „Falsche Lehren“, ausgesprochen in der Kansei-Ära (Februar 1789 bis März 1801). Das Shogunat konzentrierte sich auf die Lehre des Neokonfuzianismus, wie er von Zhu Xi vertreten wurde. Er setzte sich in weiten Bereich kritisch mit den philosophischen Lehren aus China und deren zeitliche Einordnung auseinander.
Zu Yamamotos zahlreichen Schülern gehören Ōkubo Shibutsu (大窪 詩仏; 1767–1837) und Yanagawa Seigan (1789–1858), deren Poesiestil sich unter Yamamotos Einfluss weiter entwickelte.